# Andrew Dalby

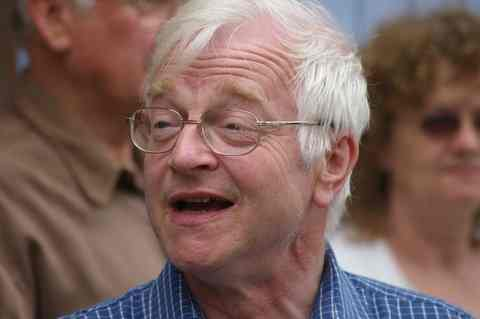
Andrew Dalby

Andrew Dalby (* 13. Juni 1947 in Liverpool) ist ein britischer Autor, Kulturhistoriker und Sprachwissenschaftler. Zu seinen Publikationsthemen zählen die vergleichende Sprachwissenschaft, die Ess- und Trinkkultur sowie die griechische epische Dichtung.

## Leben
Andrew Dalby studierte Klassische Philologie, Romanistik und Sprachwissenschaft an der University of Cambridge, wo er 1970 den Bachelor-Grad erreichte. In den folgenden 15 Jahren arbeitete er in der Universitätsbibliothek Cambridge und spezialisierte sich auf süd- und südostasiatische Sprachen. Von 1982 bis 1983 katalogisierte er gemeinsam mit Sao Saimong die Scott-Sammlung von Handschriften und Dokumenten aus Hinterindien, besonders aus Burma. Zu diesem Zweck lernte Dalby Sanskrit, Pali und Hindi.
Ab 1985 arbeitete Dalby in London, wo er die Bibliotheken des Regent’s College und des Goodenough College ausbaute. Am Birkbeck College absolvierte er von 1987 bis 1993 ein Promotionsstudium, in dem er besonders seine Kenntnisse des Lateinischen und Griechischen vertiefte. Er arbeitet als freischaffender Autor. Ferner ist er einer von 17 (Stand: März 2017) Administratoren der lateinischen Wikipedia.

## Ehrungen
Andrew Dalby erhielt 1997 von der Anglo-Hellenic League den Runciman Award für sein Werk Siren Feasts.

## Schriften (Auswahl)
- South East Asia: A guide to reference material, London/Melbourne/München/New York 1993.
- Siren Feasts, London 1995.
  - Essen und Trinken im alten Griechenland, übersetzt von Kai Brodersen, Stuttgart 1998.
- mit Sally Grainger: The Classical Cookbook, 1996.
  - Küchengeheimnisse der Antike, übersetzt von Roland Vocke, Würzburg 1996. Sonderausgabe Würzburg 1998.
- A guide to world language dictionaries, London 1998.
- Dangerous Tastes, 2001.
- Language in Danger: The Loss of Linguistic Diversity and the Threat to Our Future, 2002
- Bacchus: A Biography, Los Angeles 2004.
  - Bacchus: Aus dem Leben eines Gottes, übersetzt von Sebastian Wohlfeil, Berlin 2005.
- Venus: A Biography, Los Angeles 2005.
  - Venus: Aus dem Leben einer Göttin, übersetzt von Sebastian Wohlfeil, Berlin 2006.
- Rediscovering Homer, 2006.
- The World and Wikipedia, 2009.
- Cheese: a global history, 2009.